# Taroom
Taroom is een plaats in de Australische deelstaat Queensland en telt 691 inwoners (2001).